# Vitus (film)
Vitus — szwajcarski dramat filmowy z 2006 roku według scenariusza i w reżyserii Frediego M. Murera. Jego premiera odbyła się 2 lutego 2006 roku w Szwajcarii, natomiast 29 lipca 2007 roku w USA.

## Zarys fabuły
12 – letni Vitus (którego gra Teo Gheorghiu) jest utalentowanym pianistą. Jego rodzicom powodzi się dobrze, lecz ich synowi nie podoba się ich przesadna opieka. Ucieka więc do swojego dziadka (gra go Bruno Ganz) uwielbiającego latać. Vitus udaje, że doszło do urazu głowy i zaczyna pracować na giełdzie, gdzie potajemnie gromadzi fortunę. W ten sposób pomaga dziadkowi, który dzięki temu kupuje dwa samoloty, w tym przede wszystkim samolot Pilatus PC-6. Dziadek dzięki udanemu zakupowi może wrócić do firmy, która go wcześniej zwolniła z pracy. Vitus chodzi za Isabel, swoją byłą opiekunką, ale ona nie zwraca na jego uczucia miłosne, gdyż woli kogoś starszego. Później Vitus gra na koncercie fortepianowym im. Roberta Schumana wspólnie z orkiestrą Zurich Chamber.

## Opinie krytyków
Większość zachodnioeuropejskich krytyków na temat Vitusa dała przychylne recenzje. Recenzja strony Rotten Tomatoes na podstawie opinii 58 krytyków wystawiła ocenę 64%. Metacritic natomiast na podstawie 19 recenzji ocenił ten film na 63/100

## Nagrody
- Najlepszy szwajcarski film 2006[3]